# Palilula (Niš)
Pour les articles homonymes, voir Palilula.
Palilula (en serbe cyrillique : Палилула) est une municipalité située en Serbie, dans le district de Nišava. Elle est une des cinq municipalités qui composent la ville de Niš. Au recensement de 2011, elle comptait 71 707 habitants.

## Localités de la municipalité de Palilula
La municipalité de Palilula compte 16 localités :

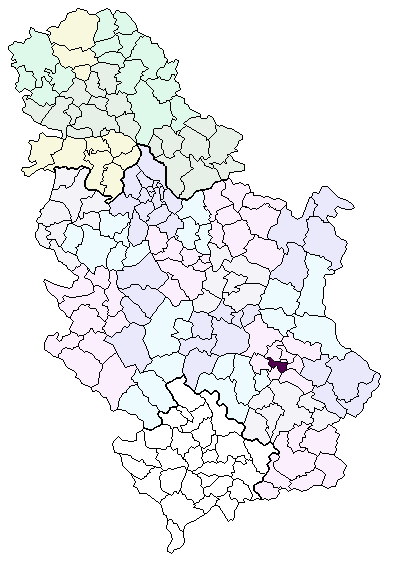
Localisation de la municipalité de Palilula en Serbie

- Berbatovo
- Bubanj
- Vukmanovo
- Gabrovac
- Gornje Međurovo
- Deveti Maj
- Donje Vlase
- Donje Međurovo
- Krušce
- Lalinac
- Mramor
- Mramorski Potok
- Niš (partiellement)
- Pasi Poljana
- Suvi Do
- Čokot

## Démographie
| 2002   | 2011   |
| ------ | ------ |
| 72 165 | 71 707 |

## Politique
À la suite des élections locales serbes de 2008, les 25 sièges de l'assemblée municipale de Palilula se répartissaient de la manière suivante :
| Parti                                                                         | Sièges |
| ----------------------------------------------------------------------------- | ------ |
| Parti radical serbe                                                           | 8      |
| Parti démocratique                                                            | 6      |
| G17 Plus                                                                      | 4      |
| Parti démocratique de Serbie - Nouvelle Serbie                                | 3      |
| Parti socialiste de Serbie - Parti des retraités unis de Serbie - Serbie unie | 3      |
| Parti réformiste                                                              | 1      |

Igor Novaković a été élu président (maire) de la municipalité.